# Mahkan
Mahkan (arab. محكان) – miejscowość w Syrii, w muhafazie Dajr az-Zaur. W 2004 roku liczyła 10 086 mieszkańców.